# Chartism

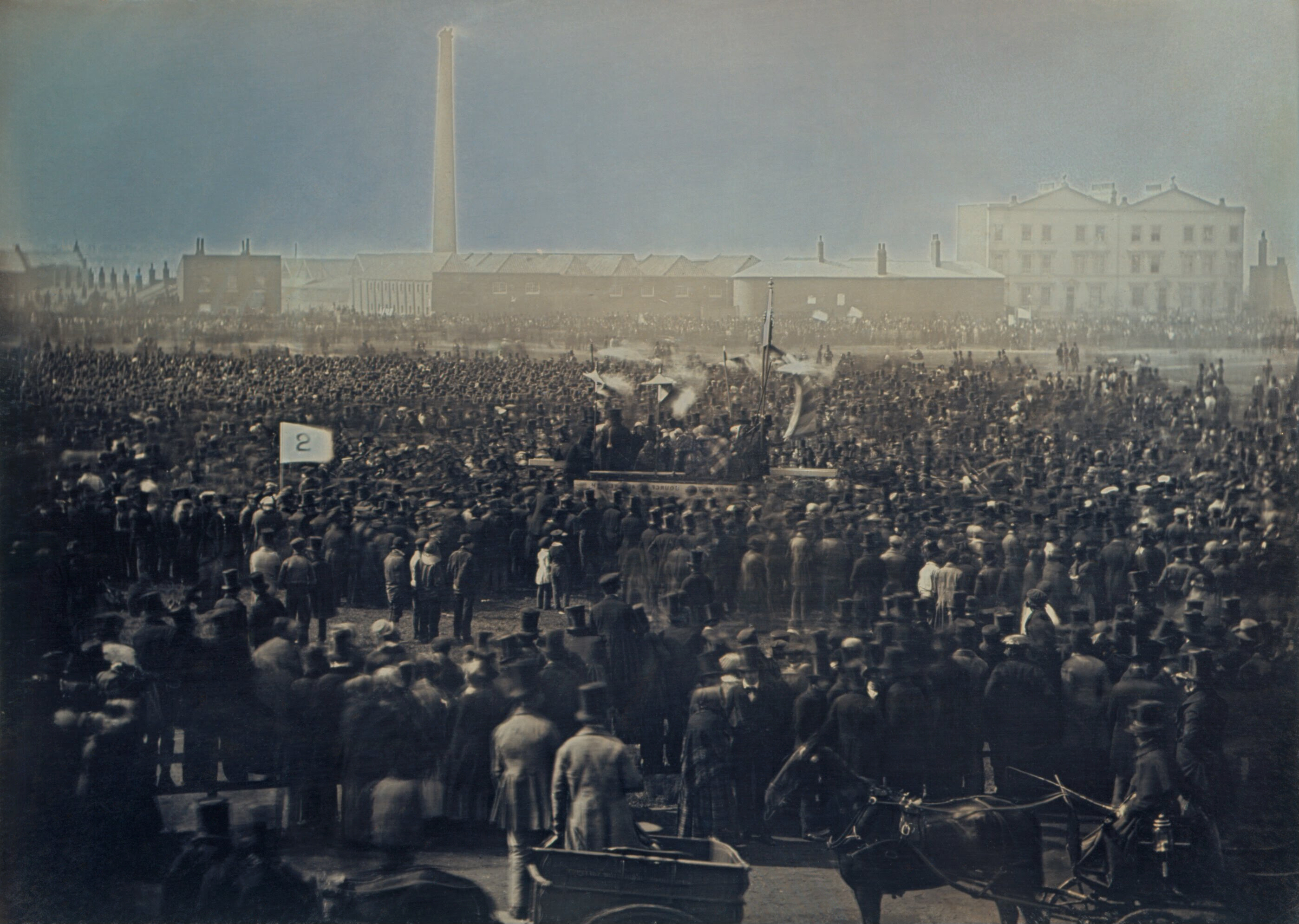
Det stora chartistmötet på Kennington Common år 1848.

Chartism var en demokratisk rörelse i Storbritannien under åren 1838–1848 som verkade för att massan av folket skulle bli mer delaktig i politiska beslut och få större politiska rättigheter, främst allmän rösträtt. Den fick sitt namn efter skriften People's Charter från 1838 som beskrev rörelsens viktigaste målsättningar. 
Rörelsen bedrev en kraftig agitation bland arbetare och hantverkare. En petition med rörelsens krav fick närmare 1 300 000 underskrifter och lämnades i juni 1839 till underhuset. Den avvisades dock vilket ledde till en misslyckad generalstrejk. Rörelsens agitation blev allt våldsammare och blodiga slagsmål förekom. Chartismen hamnade dock något i skymundan på 1840-talet bakom den allmänna rörelsen för frihandel och upphävandet av spannmålslagarna. Chartismen blev snabbt marginaliserad när många ekonomi blev bättre genom tullreformer på spannmål. Delar av chartismens krav genomfördes senare under andra hälften av 1800-talet.